# Fausta Garavini
Fausta Garavini (Bologna, 15 gennaio 1938) è una scrittrice e francesista italiana.

## Biografia
Studiosa di letteratura francese e occitanica, allieva di Gianfranco Contini alla Facoltà di Lettere di Firenze, ha poi insegnato Letteratura francese nella stessa università fino  al 2000, anno in cui ha rassegnato volontariamente le dimissioni.
Nel corso delle sue ricerche per la tesi di laurea (L'Empèri dóu Soulèu.La ragione dialettale nella Francia d'oc) incontra Robert Lafont,  personalità  poliedrica, scrittore in lingua d'oc e saggista in francese, che diventerà suo compagno di vita.
Amica e collaboratrice di Anna Banti, fin dal 1964 lavora per la rivista "Paragone" ed entra nella redazione, di cui fa parte tuttora, nel 1972. Pubblica saggi e racconti su diverse altre riviste, tra le quali "Nuovi Argomenti", "Revue d'histoire littéraire de la France" e "Littérature". Le sue opere di saggistica, oltre che sulla letteratura occitanica moderna,  si concentrano sullo studio della narrativa e del romanzo nella letteratura francese; ha curato una nota e prestigiosa traduzione in italiano moderno dei Saggi di Montaigne; nel 1990, con il libro Parigi e provincia,  ha vinto il primo premio per la sezione saggistica al Premio Nazionale Letterario Pisa. Per la sua attività critica è dottore  honoris causa dell'Università di Reims e dell'Università di Montpellier.
Come narratrice ha vinto il Premio Mondello per la migliore opera prima nel 1979 con Gli occhi dei pavoni. È stata finalista al Premio Viareggio con  Diletta Costanza e al Premio Viareggio e al Premio Bagutta con In nome dell'Imperatore. Ha avuto il Premio Vittorini per Diario delle solitudini. Con  Storie di donne, finalista al Bagutta, ha vinto il Premio Cocito-Montà d'Alba. Il suo romanzo Le vite di Monsù Desiderio ha vinto il Premio Selezione Campiello 2014 e il Premio Manzoni. Nel 2014 Fausta Garavini ha ottenuto anche il Premio Tarquinia Cardarelli per la storia della letteratura e la filologia. Alcuni dei suoi libri sono stati tradotti in francese.

## Opere

### Saggi
- L'Empèri dóu Soulèu: La ragione dialettale nella Francia d'oc (Ricciardi, 1967)
- La letteratura occitanica moderna (Sansoni, 1970)
- I sette colori del romanzo. Saggio sulla narrativa di Robert Brasillach (Bulzoni, 1973)
- Il paese delle finzioni. Saggi sulla narrativa francese fra Sei e Settecento (Pacini, 1978)
- La casa dei giochi. Idee e forme nel Seicento francese (Einaudi,1980; La Maison des Jeux. Science du Roman et Roman de la science au XVIIe  siècle, Paris, Champion, 1998)
- Itinerari a Montaigne (Sansoni, 1983; Itinéraires à Montaigne.Jeux de texte, Paris, Champion, 1995).
- Parigi e provincia. Scene della letteratura francese (Bollati Boringhieri, 1990)
- Mostri e chimere. Montaigne, il testo e il fantasma (Il Mulino, 1991; Monstres et chimères. Montaigne,le texte et le fantasme,  Champion,1993; Classiques Garnier, 2022)
- Controfigure d'autore. Scritture autobiografiche nella letteratura francese (Il Mulino, 1993)
- "Carrefour Montaigne'' (ETS/Slatkine, 1994)
- Montaigne. Politique, religion, culture (Classiques Garnier, 2021)

### Romanzi
- Gli occhi dei pavoni (Vallecchi, 1979;  La nave di Teseo, 2020)
- Diletta Costanza (Marsilio, 1996; Bompiani, 2015)
- Uffizio delle tenebre (Marsilio, 1998; La nave di Teseo, 2020)
- In nome dell'imperatore (Cierre, 2008; La nave di Teseo, 2023)
- Diario delle solitudini (Bompiani, 2011)
- Le vite di Monsù Desiderio (Bompiani, 2014)
- Il tappeto tunisino (La nave di Teseo, 2018)

### Racconti
- Storie di donne (Bompiani, 2012)
- L'archeologo ("Paragone", agosto-dicembre 2013)
- Il giardino introvabile ("Paragone", agosto-dicembre 2014)
- Cursus honorum ("Paragone", febbraio-giugno 2016)
- Acta est fabula ("Paragone", febbraio-giugno 2018)
- Un inverno ("Paragone", agosto-dicembre 2018)
- Dissolvenze ("Paragone", febbraio-giugno 2019)
- Caro il mio coccodrillo ("Paragone", febbraio-giugno 2022)

### Curatele
- Geoffroy de Villehardouin, La conquista di Costantinopoli (Bollati Boringhieri, 1962, 1988; SE, 2008)
- Michel de Montaigne, Saggi (Adelphi, 1966 e 1992; nuova edizione riveduta, Bompiani, 2012)
- François de Choisy, Avventure di un abate vestito da donna (Ricci, 1974; ES, 1996)
- Madame de La Fayette, La principessa di Clèves (Mondadori, 1981; SE, 1992)
- Michel de Montaigne, Degli zoppi (Sellerio, 1982)
- Michel de Montaigne, Journal de voyage (Gallimard, 1983)
- Macaronee provenzali (Ricciardi, 1984)
- Robert Brasillach, I sette colori (Guida, 1989; SE, 2019)
- Nicolas Boileau, Arte Poetica (Marsilio, 1995)
- Charles Sorel, Histoire comique de Francion (Gallimard, 1996)
- Lettere inedite di Vivant Denon (Alinea, 1998)
- Jean de La Fontaine, Gli amori di Psiche e Cupido (Marsilio, 1998)
- Dominique Vivant Denon, Lettres à Bettine (Actes Sud, 1999)
- François-Xavier Fabre - Antonio Salvotti - Paride Zaiotti, Carteggi ritrovati (Il Mulino, 2007)
- Piergiorgio Brigliadori, La biblioteca come servizio (CLUEB, 2009)
- Anna Banti, Romanzi e racconti (Mondadori, "I Meridiani", 2013)
- "Lo sol poder es que de dire". La letteratura occitanica oggi ("Paragone", febbraio-giugno 2015)
- Michel Houellebecq, Configurazioni dell'ultima riva (Bompiani 2015)
- Anna Banti, Racconti ritrovati (La nave di Teseo, 2017)
- Roberto Coppini, Una remota notizia. Poesie edite e inedite (sedizioni, 2017)
- "Per Roberto Coppini " ("Paragone", agosto-dicembre 2018)
- Anna Banti. Pagine ritrovate e nuove letture ("Paragone", febbraio-giugno 2019)
- Anthony Hamilton, Memorie del conte di Gramont  (La Tartaruga 2020)